# Stazione di Lagundo
Stazione di Lagundo vasútállomás Olaszországban, Trentino-Alto Adige régióban, Lagundo településen.

## Vasútvonalak
Az állomást az alábbi vasútvonalak érintik:
- Vinschgerbahn

## Kapcsolódó állomások
A vasútállomáshoz az alábbi állomások vannak a legközelebb: 
- Stazione di Merano
- Marling/Marlengo railway station